# UT Video
UT Video ist ein schneller, verlustfreier Video-Codec und wurde von Takeshi Umezawa entwickelt und steht unter der freien GNU General Public License.
Der Algorithmus von UT Video baut auf dem Huffman-Code auf.
UT Video wurde als Alternative zu HuffYUV entwickelt, die eine bessere Kompression ermöglicht und ist sowohl als x86- als auch als x64-Build erschienen.
Es kann mit den Farbräumen YUV422 (ULY2), RGB (ULRG), RGBA (ULRA) und seit neustem auch YUV420 (ULY0) umgehen.
Auf Grund seiner Unterstützung von Multithreading ist dieser Codec auch dazu in der Lage HDTV-Material in Echtzeit zu kodieren. Dies ist aber von einer guten Unterstützung des SSE2-Befehlssatzes auf dem Hauptprozessor erforderlich, da Umezawa diesen Befehlssatz zur Optimierung verwendet hat.
UT Video verwendet die folgenden FOURCC-Codes: ULY0, ULY2, ULRA, ULRG.

## FFmpeg
Die freie Codec-Bibliothek FFmpeg enthält einen Decoder für UT Video, so dass UT Video überall dort, wo ffmpeg installiert ist, abgespielt werden kann.